# Kuzeyboru Gençlik ve Spor Kulübü 2023-2024
Questa voce raccoglie le informazioni riguardanti il Kuzeyboru Gençlik ve Spor Kulübü nelle competizioni ufficiali della stagione 2023-2024.

## Stagione
Il Kuzeyboru Gençlik ve Spor Kulübü non utilizza alcuna denominazione sponsorizzata nella stagione 2023-24.
Si classifica al quinto posto nella regular season di Sultanlar Ligi, acedendo così ai play-off per il quinto posto, dove sconfigge il Muratpaşa Sigorta Shop in semifinale e il Galatasaray in finale. In Coppa di Turchia invece non supera i quarti di finale, estromesso dal torneo dal Türk Hava Yolları.

## Organigramma societario
Area direttiva
- Presidente: Mustafa Topgaç

Area tecnica
- Allenatore: Mehmet Bedestenlioğlu
- Allenatore in seconda: Berk Çanakcı
- Assistente allenatore: Enes Tekin
- Scoutman: Olcay Kahraman

## Rosa
| N° | Nome           | Ruolo | Data di nascita   | Nazionalità sportiva |
| -- | -------------- | ----- | ----------------- | -------------------- |
| 1  | Dilek Kınık    | L     | 14 gennaio 1995   | Turchia              |
| 3  | Janset Erkul   | C     | 12 gennaio 1997   | Turchia              |
| 4  | Tuğba Şenoğlu  | S     | 2 febbraio 1998   | Turchia              |
| 5  | Merve Atlıer   | C     | 31 marzo 2000     | Turchia              |
| 7  | Ezgi Akyaldız  | S     | 25 maggio 1998    | Turchia              |
| 8  | Sinem Bayazit  | L     | 14 gennaio 1999   | Turchia              |
| 9  | Büşra Cansu    | C     | 16 luglio 1990    | Turchia              |
| 10 | Edina Begić    | S     | 9 ottobre 1992    | Bosnia ed Erzegovina |
| 11 | Gamze Alikaya  | P     | 20 dicembre 1993  | Turchia              |
| 13 | Sarah Wilhite  | S     | 20 luglio 1995    | Stati Uniti          |
| 15 | İrem Çor       | P     | 21 settembre 1996 | Turchia              |
| 16 | Yaren Işık     | C     | 7 ottobre 2001    | Turchia              |
| 18 | Liray Akpınar  | O     | 20 settembre 2000 | Turchia              |
| 23 | Gaila González | O     | 22 giugno 1997    | Rep. Dominicana      |

## Statistiche

### Statistiche di squadra
| Competizione     | Punti | In casa | In casa | In casa | In trasferta | In trasferta | In trasferta | Totale | Totale | Totale |
| Competizione     | Punti | G       | V       | P       | G            | V            | P            | G      | V      | P      |
| ---------------- | ----- | ------- | ------- | ------- | ------------ | ------------ | ------------ | ------ | ------ | ------ |
| Sultanlar Ligi   | 46    | 16      | 11      | 5       | 15           | 9            | 6            | 31     | 20     | 11     |
| Coppa di Turchia | 6     | 0       | 0       | 0       | 1            | 0            | 1            | 3      | 2      | 1      |
| Totale           | -     | 16      | 11      | 5       | 16           | 9            | 7            | 34     | 22     | 12     |

G = partite giocate; V = partite vinte; P = partite perse

### Statistiche dei giocatori
| Giocatrice  | Campionato | Campionato | Campionato | Campionato | Campionato | Coppa di Turchia | Coppa di Turchia | Coppa di Turchia | Coppa di Turchia | Coppa di Turchia | Totale | Totale | Totale | Totale | Totale |
| Giocatrice  | P          | PT         | AV         | MV         | BV         | P                | PT               | AV               | MV               | BV               | P      | PT     | AV     | MV     | BV     |
| ----------- | ---------- | ---------- | ---------- | ---------- | ---------- | ---------------- | ---------------- | ---------------- | ---------------- | ---------------- | ------ | ------ | ------ | ------ | ------ |
| L. Akpınar  | 23         | 31         | 27         | 3          | 1          | 3                | 11               | 9                | 1                | 1                | 26     | 42     | 36     | 4      | 2      |
| E. Akyaldız | 22         | 22         | 15         | 4          | 3          | 3                | 5                | 5                | 0                | 0                | 25     | 27     | 20     | 4      | 3      |
| G. Alikaya  | 31         | 86         | 20         | 31         | 35         | 3                | 10               | 3                | 2                | 5                | 34     | 96     | 23     | 33     | 40     |
| M. Atlıer   | 23         | 73         | 33         | 34         | 6          | 2                | 2                | 1                | 1                | 0                | 25     | 75     | 34     | 35     | 6      |
| S. Bayazit  | 21         | 0          | 0          | 0          | 0          | 2                | 0                | 0                | 0                | 0                | 23     | 0      | 0      | 0      | 0      |
| E. Begić    | 21         | 164        | 138        | 20         | 6          | 2                | 45               | 39               | 2                | 4                | 23     | 209    | 177    | 22     | 10     |
| B. Cansu    | 24         | 210        | 135        | 69         | 6          | 3                | 22               | 17               | 5                | 0                | 27     | 232    | 152    | 74     | 6      |
| İ. Çor      | 22         | 1          | 0          | 0          | 1          | 2                | 0                | 0                | 0                | 0                | 24     | 1      | 0      | 0      | 1      |
| J. Erkul    | 24         | 111        | 56         | 41         | 14         | 3                | 18               | 11               | 7                | 0                | 27     | 129    | 67     | 48     | 14     |
| G. González | 26         | 512        | 447        | 44         | 21         | 1                | 12               | 10               | 2                | 0                | 27     | 524    | 457    | 46     | 21     |
| Y. Işık     | 18         | 46         | 28         | 15         | 3          | 1                | 1                | 0                | 1                | 0                | 19     | 47     | 28     | 16     | 3      |
| D. Kınık    | 31         | 0          | 0          | 0          | 0          | 3                | 0                | 0                | 0                | 0                | 34     | 0      | 0      | 0      | 0      |
| T. Şenoğlu  | 28         | 300        | 250        | 30         | 20         | 3                | 31               | 26               | 1                | 4                | 31     | 331    | 276    | 31     | 24     |
| S. Wilhite  | 30         | 532        | 464        | 40         | 28         | 3                | 40               | 35               | 3                | 2                | 33     | 572    | 499    | 43     | 30     |

P = presenze; PT = punti totali; AV = attacchi vincenti; MV = muri vincenti; BV = battute vincenti